# Diana Ion
Diana Ana Maria Ion (n. 27 noiembrie 2000, București, România) este o atletă română specializată în triplusalt.

## Carieră
Sportiva a făcut karate până când s-a apucat de atletism la vârsta de 12 ani. Este legitimată la CSM București și pregătită de Marinela Mirea. Prima ei performanță notabilă a fost locul șase la Campionatul European de Juniori (sub 18) din 2016. Anul următor, s-a clasat pe locul opt la Campionatul Mondial de Juniori (sub 18) de la Nairobi, atât la proba de săritură în lungime, cât și la triplusalt. În 2018 a participat la Campionatul Mondial de Juniori (sub 20) de la Tampere. La Campionatul European de Juniori (sub 20) din 2019 a ocupat locul opt cu o săritură de 12,60 m. În anul 2021 ea s-a clasat pe locul 6 la Europenele de Tineret (sub 23).
În anul 2023 atleta a participat la Jocurile Europene, clasându-se pe locul 12,, și la Jocurile Francofoniei unde a cucerit medalia de bronz cu o săritură de 13,94 m. Tot în acest an a participat pentru prima oară la Campionatul Mondial de Seniori.
La Campionatul Mondial în sală din 2024 de la Glasgow ea a ocupat locul 9. La Campionatul European de la Roma a obținut locul cinci cu o săritură de 14,23 m, stabilind un nou record personal. Astfel s-a calificat pentru Jocurile Olimpice de vară din 2024. La Paris s-a clasat pe locul 13.
În 2025, atleta a cucerit medalia de argint la Campionatul European în sală de  la Apeldoorn în urma spaniolei Ana Peleteiro-Compaore cu o săritură de 14,31 m, stabilind un nou record personal. La Campionatul Mondial de sală din 2025 s-a clasat pe locul 9.

## Palmares
| An   | Competiție                               | Locație                  | Loc | Eveniment  | Note  |
| ---- | ---------------------------------------- | ------------------------ | --- | ---------- | ----- |
| 2016 | Campionatul European de Juniori (sub 18) | Tbilisi, Georgia         | 17  | lungime    | 5,60  |
| 2016 | Campionatul European de Juniori (sub 18) | Tbilisi, Georgia         | 6   | triplusalt | 12,47 |
| 2017 | Campionatul Mondial de Juniori (sub 18)  | Nairobi, Kenya           | 8   | lungime    | 5,95  |
| 2017 | Campionatul Mondial de Juniori (sub 18)  | Nairobi, Kenya           | 8   | triplusalt | 12,55 |
| 2017 | Campionatul European de Juniori          | Grosseto, Italia         | –   | lungime    | FR    |
| 2017 | Campionatul European de Juniori          | Grosseto, Italia         | 19  | triplusalt | 12,36 |
| 2018 | Campionatul Mondial de Juniori           | Tampere, Finlanda        | 22  | triplusalt | 12,31 |
| 2019 | Campionatul European de Juniori          | Borås, Suedia            | 8   | triplusalt | 12,60 |
| 2021 | Campionatul European de Tineret          | Tallinn, Estonia         | 6   | triplusalt | 13,27 |
| 2023 | Jocurile Francofoniei                    | Kinshasa, RD Congo       | 3   | triplusalt | 13,94 |
| 2023 | Campionatul Mondial                      | Budapesta, Ungaria       | 22  | triplusalt | 13,66 |
| 2024 | Campionatul Mondial în sală              | Glasgow, Marea Britanie  | 9   | triplusalt | 13,73 |
| 2024 | Campionatul European                     | Roma, Italia             | 5   | triplusalt | 14,23 |
| 2024 | Jocurile Olimpice                        | Paris, Franța            | 13  | triplusalt | 14,03 |
| 2025 | Campionatul European în sală             | Apeldoorn, Țările de Jos | 2   | triplusalt | 14,31 |
| 2025 | Campionatul Mondial în sală              | Nanjing, China           | 9   | triplusalt | 13,66 |

## Recorduri personale
| Probă               | Performanță | Dată          | Locație   |
| ------------------- | ----------- | ------------- | --------- |
| Triplusalt          | 14,23 m     | 9 iunie 2024  | Roma      |
| Triplusalt în sală  | 14,31 m     | 7 martie 2025 | Apeldoorn |
| Săritură în lungime | 6,35 m      | 19 iunie 2016 | Pitești   |

## Legături externe
- Diana Ion la Comitetul Olimpic și Sportiv Român (arhivat)
- en Diana Ion la World Athletics
- en  Diana Ion la athleticspodium.com